# WDR19
La familia de proteínas WDR es un gran grupo de proteínas que comúnmente poseen los motivos WDR, que están involucrados en una amplia gama de procesos biológicos importantes. Las mutaciones heredadas o adquiridas en las proteínas WDR dan como resultado numerosas enfermedades neurológicas, ciliopatías y cánceres.

## El genWDR19
El gen WDR19 (WD repeat-domain 19) es un tipo de gen codificador de proteínas que se encuentra en el cromosoma 4 del genoma humano, concretamente en el locus 4p14. Está formado por 38 exones y tiene un tamaño de 103338 pb, comprendido entre 39,182,473 - 39,285,810 pb, abarcando así una región genómica de 110 kb.

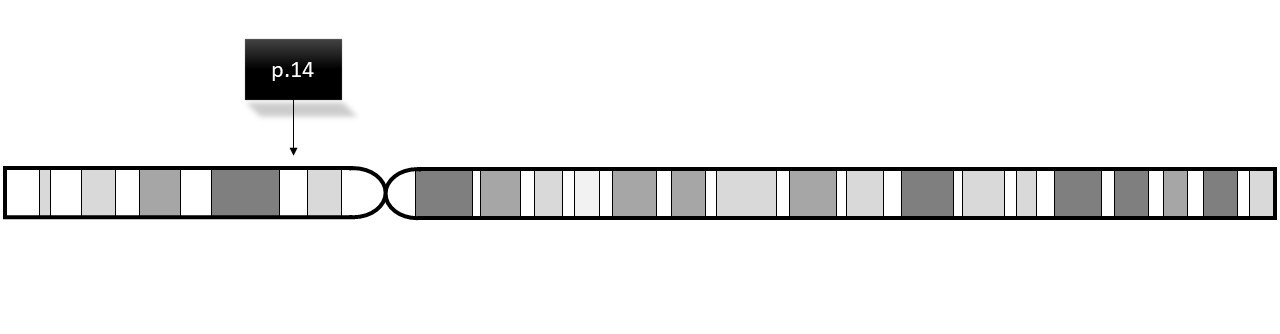
Locus del gen WDR19 en el cromosoma 4

## Proteína WDR19

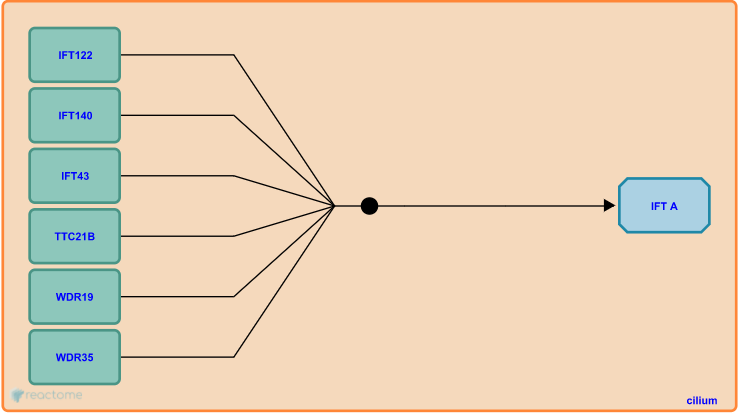
WDR19 dentro de IFT A componente de la estructura intraflagelar.

La proteína WDR19 (WD repeat-containing protein 19) es codificada por el gen WDR19 (triptófano-ácido aspártico), es una gran familia de proteínas estructuralmente relacionadas con procesos de la célula. La proteína WDR19 es una subunidad del complejo IFT-A, que es necesaria para el transporte ciliar retrógrado y la entrada en los cilios de los receptores acoplados en las proteínas G (GPCR), también participa en la función y/o ensamblaje de los cilios. Es esencial para el IFT-A funcional y la entrada ciliar de GPCR. Se ha asociado con el complejo BBSome para mediar en el transporte de los cilios.

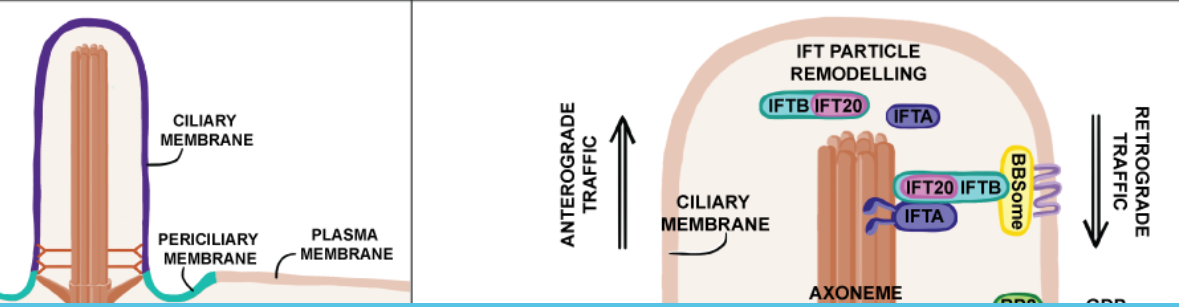
En esta imagen se puede ver IFT-A dentro de la estructura intraflagelar.

Por tanto, dentro de la célula la proteína suele encontrarse en los cilios y más concretamente como partícula de transporte ciliar A. Pero también es característica del segmento externo del fotorreceptor. Los fotorreceptores son neuronas especializadas sensibles a la luz, localizadas en la retina externa de los vertebrados que nos permiten visualizar imágenes. Por otra parte, abunda en el citoplasma y citoesqueleto.

#### Vías de la proteína
La WDR19 es una proteína que interviene en diferentes vías y procesos celulares. Principalmente se caracteriza por su intervención en vías de señalización. En particular, destaca su papel en la vía de señalización de Hedgegog (Hh), el cual se concreta posteriormente en el apartado de función de la proteína. Cabe resaltar que la señalización Hh se conmuta entre los estados "desactivado" y "activado" para regular diferencialmente una cascada de señalización intracelular dirigida a unos factores de transcripción conocidos como Gli.  Una serie de proteínas relacionadas con los cilios, entre las cuales se encuentra la WDR19, se requieren tanto para mantener Hh en el estado "apagado" como para transducir la señal cuando la vía es activada. Además también interviene la vía de ensamblaje de los cilios, concretamente del cilio primario; en el transporte intraflagelar, explicado más adelante; y en la biogénesis y mantenimiento de orgánulos.
El gen codifica 2 isoformas y 7 isoformas potenciales que se han mapeado computacionalmente. La isoforma 1 (Q8NEZ3-1) está descrita como la secuencia canónica. Es decir, todos los residuos de aminoácidos formados por la transcripción del gen se refiere a ella. A continuación, se exponen las diferentes estructuras de la proteína canónica.    

### Estructura primaria
La proteína está formada por 1342 aminoácidos, posee una masa de 151581 Da y un punto isoeléctrico de 5.94. Cada repetición de WD contiene alrededor de 40 aminoácidos que generalmente están separados por dipéptidos de glicina-histidina y triptófano-ácido aspártico (WD).
```
MKRIFSLLEK TWLGAPIQFA WQKTSGNYLA VTGADYIVKI FDRHGQKRSE INLPGNCVAM
DWDKDGDVLA VIAEKSSCIY LWDANTNKTS QLDNGMRDQM SFLLWSKVGS FLAVGTVKGN
LLIYNHQTSR KIPVLGKHTK RITCGCWNAE NLLALGGEDK MITVSNQEGD TIRQTQVRSE
PSNMQFFLMK MDDRTSAAES MISVVLGKKT LFFLNLNEPD NPADLEFQQD FGNIVCYNWY
GDGRIMIGFS CGHFVVISTH TGELGQEIFQ ARNHKDNLTS IAVSQTLNKV ATCGDNCIKI
QDLVDLKDMY VILNLDEENK GLGTLSWTDD GQLLALSTQR GSLHVFLTKL PILGDACSTR
IAYLTSLLEV TVANPVEGEL PITVSVDVEP NFVAVGLYHL AVGMNNRAWF YVLGENAVKK
LKDMEYLGTV ASICLHSDYA AALFEGKVQL HLIESEILDA QEERETRLFP AVDDKCRILC
HALTSDFLIY GTDTGVVQYF YIEDWQFVND YRHPVSVKKI FPDPNGTRLV FIDEKSDGFV
YCPVNDATYE IPDFSPTIKG VLWENWPMDK GVFIAYDDDK VYTYVFHKDT IQGAKVILAG
STKVPFAHKP LLLYNGELTC QTQSGKVNNI YLSTHGFLSN LKDTGPDELR PMLAQNLMLK
RFSDAWEMCR ILNDEAAWNE LARACLHHME VEFAIRVYRR IGNVGIVMSL EQIKGIEDYN
LLAGHLAMFT NDYNLAQDLY LASSCPIAAL EMRRDLQHWD SALQLAKHLA PDQIPFISKE
YAIQLEFAGD YVNALAHYEK GITGDNKEHD EACLAGVAQM SIRMGDIRRG VNQALKHPSR
VLKRDCGAIL ENMKQFSEAA QLYEKGLYYD KAASVYIRSK NWAKVGDLLP HVSSPKIHLQ
YAKAKEADGR YKEAVVAYEN AKQWQSVIRI YLDHLNNPEK AVNIVRETQS LDGAKMVARF
FLQLGDYGSA IQFLVMSKCN NEAFTLAQQH NKMEIYADII GSEDTTNEDY QSIALYFEGE
KRYLQAGKFF LLCGQYSRAL KHFLKCPSSE DNVAIEMAIE TVGQAKDELL TNQLIDHLLG
ENDGMPKDAK YLFRLYMALK QYREAAQTAI IIAREEQSAG NYRNAHDVLF SMYAELKSQK
IKIPSEMATN LMILHSYILV KIHVKNGDHM KGARMLIRVA NNISKFPSHI VPILTSTVIE
CHRAGLKNSA FSFAAMLMRP EYRSKIDAKY KKKIEGMVRR PDISEIEEAT TPCPFCKFLL
PECELLCPGC KNSIPYCIAT GRHMLKDDWT VCPHCDFPAL YSELKIMLNT ESTCPMCSER
LNAAQLKKIS DCTQYLRTEE EL
[
6
]
```

### Estructura secundaria

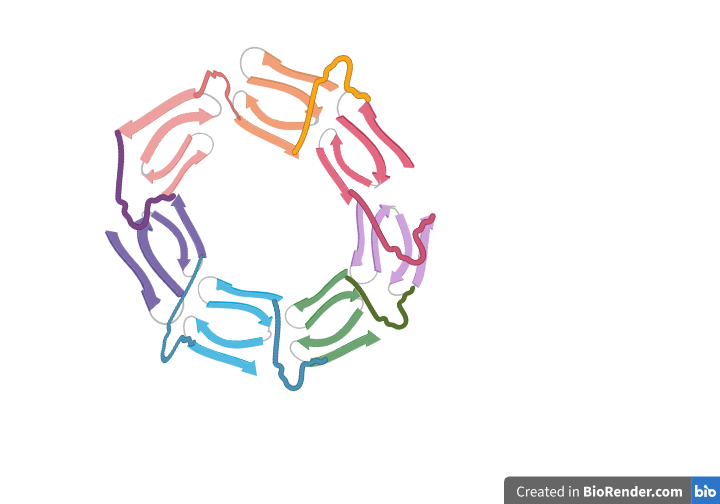
Estructura secundaria Propeller de 7 aspas, WD (repeat-containing protein-5) En esta imagen observamos la estructura de una Propeller de 7 aspas compuestas por 4 láminas beta antiparalelas. (Li = 42, Zi = 138)

La familia de las proteínas WD40 donde pertenece la proteína WDR19 se caracteriza por una estructura secundaria  que adopta una arquitectura del tipo  β-propeller. Los propellers contienen un número variable de hojas  β antiparalelas ordenadas de forma radial que denominamos como "aspas". En los miembros de la familia WD40 y por tanto en WDR19 se detectan 7 teselas, cada una de ellas compuesta por 42 aminoácidos (Li=42). Estas contribuyen con 3 hojas  β para una aspa y 1 hoja  β para el aspa que se encuentra de forma contigua, además del centro compuesto por 138 aminoácidos (Zi=138).

### Estructura terciaria
La proteína posee seis dominios N-terminal de WD40 , que son de estructura corta de 40 aminoácidos que terminan en el dipéptido triptófano-ácido aspártico (WD), 3 dominios transmembrana (TM) y seis dominios tetratricopéptido (TPR); los dominios transmembrana son derivados de los residuos de aminoácidos 102-124, 243-259 y 390-412, indicando así que es una proteína de membrana tipo III. La función de todas la proteínas que contienen WD40 es la coordinación del ensamblaje de complejos multiproteicos. Los dominios median las interacciones proteína-proteína y los complejos multiproteicos.

### Estructura cuaternaria

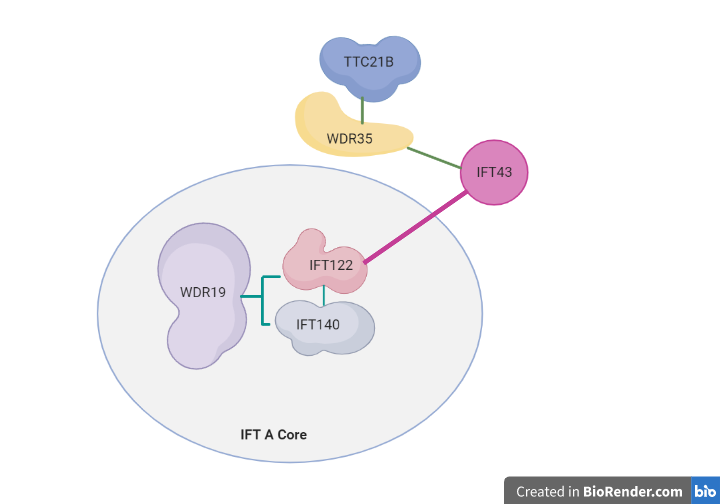
Estructura cuaternaria del complejo IFT complex A El complejo IFT-A se divide en un subcomplejo central que está asociado con un subcomplejo periférico.

La proteína WDR19 es componente del complejo IFT complex A (IFT-A). El complejo IFT-A se divide en un subcomplejo central compuesto por IFT122, IFT140 y WDR19 que está asociado con TULP3 y un subcomplejo periférico compuesto por IFT43, WDR35 y TTC21B, interactuando a través de la región C-terminal con IFT122.

### Isoformas secundarias
Como hemos comentado anteriormente, el gen WDR19, codifica varias isoformas, siendo la isoforma 1 la proteína canónica.
La isoforma 2 (Q8NEZ3-2) es una variante de transcripción, esta variante difiere en su UTR 5' en comparación con la isoforma 1. Esta isoforma representa el inicio de la traducción en un codón más abajo, que está asociado con un marco de lectura truncado debido al mecanismo MND (nonsense-mediated decay), por lo tanto, presenta un N-terminal más corto en comparación de la isoforma 1. Esta isoforma está compuesta por 481 aminoácidos y una masa de 53,573 Da.
También podemos encontrar más isoformas de longitud variable: D6RE75, D6R9P6, D6RCF7, D6RBA0, D6RIE4, H0Y8K9 y D6RAI4.

### Expresión
Algunas isoformas son específicas de un tejido, por ejemplo, es muy expresado en la próstata pero presenta menos expresión en el cerebelo, glándula pituitaria, pulmón fetal y páncreas. En la próstata normal, se expresa en células epiteliales tanto basales como luminares. No se ha detectado expresión del gen en las células estromales fibromusculares, células endoteliales o linfocitos infiltrantes. Presenta una expresión uniforme en las células de adenocarcinoma de próstata.
Las hormonas androgénicas pueden induccir el gen, ya que su expresión aumentó 3 veces más en una línea celular en el adenocarcinoma de próstata sensible y estimulada por andrógenos en comparación con las células privadas de andrógenos.

## Función

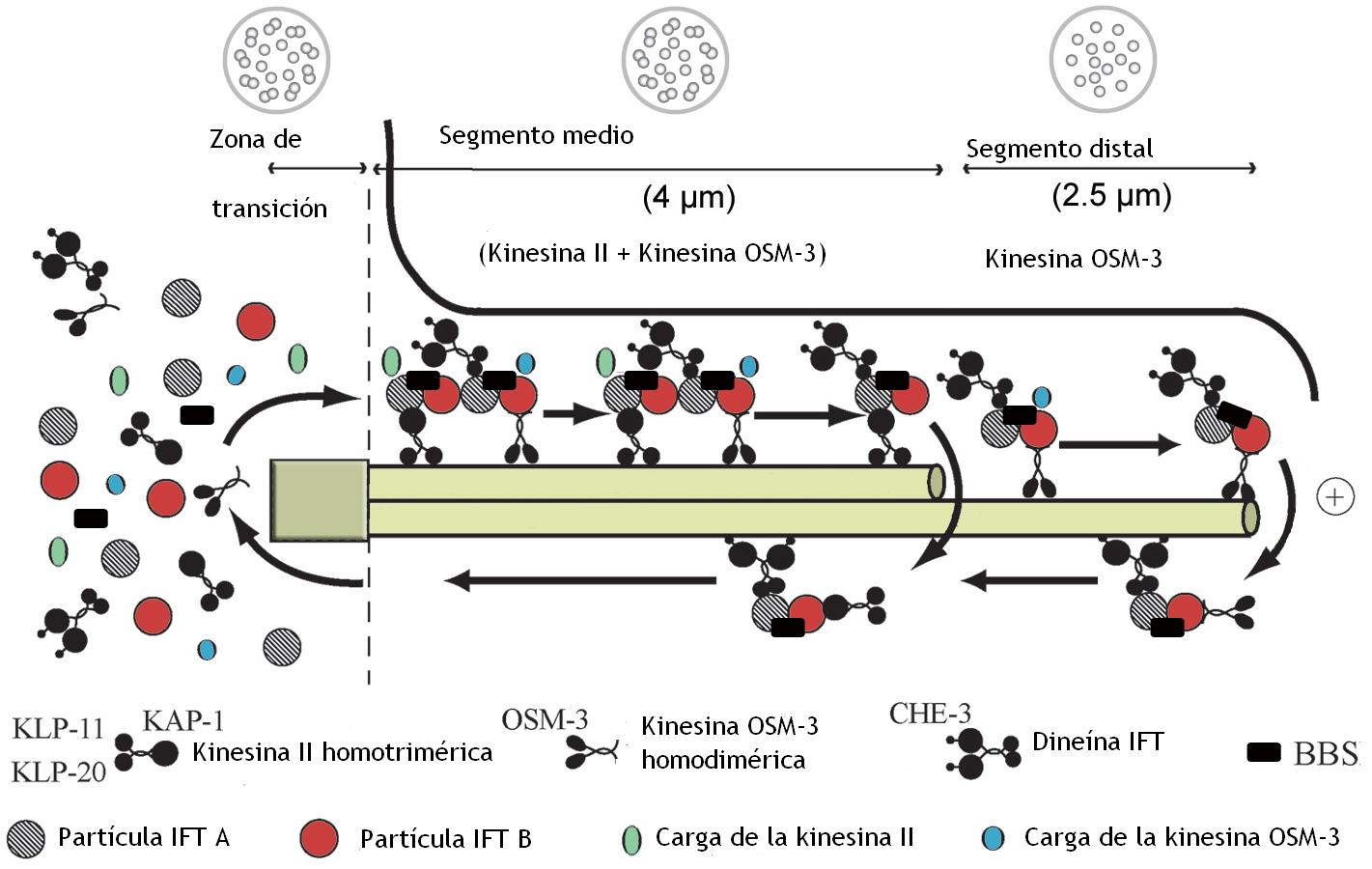
Transporte intraflagelar (IFT). Se muestra un-esquema del corte transversal de la disposición de los microtúbulos.

El gen WDR19 proporciona las instrucciones necesarias para sintetizar una proteína que participa en la formación y el mantenimiento de los cilios. Los cilios son prolongaciones microscópicas que recubren la superficie celular de células eucariotas. Están formados por microtúbulos y se clasifican en dos subgrupos: los cilios sensoriales o primarios no móviles (controlan las vías de señalización durante el desarrollo y la homeostasis de los tejidos); y los cilios móviles (presentes en células altamente especializadas en el desplazamiento de fluidos y la regulación del movimiento celular).
El movimiento de sustancias causado por los cilios se conoce como transporte intraflagelar. Este proceso es esencial para el ensamblaje y mantenimiento de determinadas estructuras celulares. Durante el transporte intraflagelar, las células utilizan las partículas IFT para transportar ciertos materiales hacia y desde las puntas de los cilios. Cada partícula IFT está compuesta por dos grupos de proteínas IFT: el complejo A y el complejo B. El gen WDR19 codifica concretamente la proteína IFT144, que forma parte del complejo A e impulsa el transporte ciliar retrógrado.
El complejo IFT-A es esencial para la regulación adecuada de la vía de señalización de la proteína Sonic Hedgehog. Resulta crucial para el crecimiento y la maduración de las células y la configuración de muchas partes del cuerpo, especialmente durante el desarrollo embrionario.
En general el gen WDR19 interviene en diferentes procesos biológicos, entre ellos, en la morfogénesis celular; como vía de señalización suavizada; en el desarrollo de gónadas; en la organización de proyección celular; en el transporte retrógrado intraciliar; en el desarrollo embrionario en el útero y en la morfogénesis del miembro embrionario, entre otros.
Las mutaciones en el WDR19 dan lugar a una disminución de la expresión del IFT144 y a su mala localización. Generando un amplio espectro de cilopatías.

## Homología
Homólogos del gen WDR19: el gen WDR19 se conserva en el chimpancé, el mono Rhesus, el perro, la vaca, el ratón, el pez cebra, la mosca de la fruta, el mosquito y en el C. elegans.

## Relación con enfermedades o anomalías
Como se ha mencionado anteriormente, el gen WDR19 codifica una de las seis proteínas que forman el complejo IFT-A (la IFT144), que junto con el complejo IFT-B construye y mantiene los cilios primarios necesarios para que funcione la vía Sonic Hedgehog (Shh). Esta vía es fundamental para el desarrollo de la mayoría de sistemas en embriones vertebrados, ya que permite la diferenciación celular. Las mutaciones en el gen WDR19 derivan en un mal funcionamiento del complejo IFT-A, lo que conlleva una disrupción del transporte de material desde la punta a la base de los cilios.
En ratones, se ha demostrado que existen dos tipos de mutantes para el gen IFT144, débiles y fuertes.  Un alelo débil IFT144 mutado provoca pequeñas alteraciones en la estructura de los cilios y la activación ectópica de la vía Shh; en cambio, en un alelo fuerte Ift144 se produce una malformación de los cilios, que son más cortos y un fallo de la vía Shh que impide la especificación de los tipos de células neurales.
Lo que sí se ha demostrado recientemente es que las mutaciones en los seis genes que componen el complejo IFT-A humano son la causa de un conjunto de síndromes genéticos y ciliopatías. En concreto, las mutaciones del gen WDR19 se pueden asociar a 10 fenotipos, varios de ellos asociados para una misma anomalía. Normalmente las enfermedades o anomalías relacionadas con estas alteraciones genéticas pertenecen a un grupo de desórdenes caracterizado por un desarrollo anormal de los huesos. Además, a menudo padecen insuficiencia renal, fibrosis hepática, anomalías cardíacas y retinitis pigmentosa. Se habla de patologías como la displasia cráneo-ectodérmica (o síndrome de Sensenbrenner), la nefronoptisis juvenil, el síndrome de Jeune o el síndrome de Senior Løcken se asocian a estas alteraciones genéticas. Por ejemplo, estudios defienden que las mutaciones en el síndrome de Sensenbrenner pueden ser consecuencia de defectos en el transporte retrógrado, mientras en el síndrome de Jeune y la nefronoptisis aislada podría ser debido a mutaciones menos severas en el mismo gen y consecuentemente comportar efectos más leves.
A continuación, se explican algunas de estas patologías asociadas a mutaciones en el gen WDR19.

### Displasia cráneo-ectodérmica
La CED (Sensenbrenner Síndrome) se caracteriza por una displasia ósea; defectos ectodérmicos, como anomalías dentales; cabello escaso y uñas anómalas en manos y pies. Esta enfermedad es heterogénea y pertenece al grupo de las ciliopatías. Es causada por mutaciones en los genes IFT122, IFT43, WDR19 y WDR35, implicados en el transporte intraflagelar (IFT). En la mayoría de casos, la herencia es autosómica recesiva. El pronóstico puede variar según alteraciones renales, cardíacas y hepáticas. En casos extremos puede poner en riesgo la vida. La mutación cambio de sentido (missense mutation) p.Leu710Ser (c.2129T>C) en heterocigosis, podría provocar una alteración en el fenotipo, manifestándose así el fenotipo patológico. Se hereda mediante el modelo autosómico recesivo.

### Nefronoptisis juvenil
Se ha informado de que una mutación en el gen WDR19 causa ciliopatías relacionadas con la nefronoptisis (NPHP). Dicha enfermedad se clasifica como renal, autosómica recesiva. Aparte, la NPHP juvenil, es la forma más frecuente de esta malatía y progresa a insuficiencia renal terminal a la edad promedia de 13 años, es responable del 15% de los casos de ERC infantil. La mutación cambio de sentido p.Val345Gly (c.1034T>G) y la mutación sin sentido (nonsense mutation), p.Tyr1023* (c.3068dupA), juntas en heterocigosis en pacientes con el fenotipo patológico, podrían ser las causantes de la enfermedad.

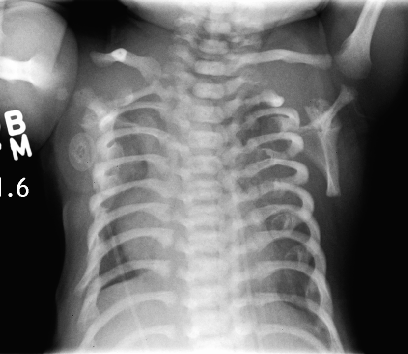
Radiografia del tórax de un recién nacido con distrofia torácica asfixiante. (By James Heilman, MD - Own work, CC BY-SA 3.0)

### Síndrome de Jeune
El Síndrome de Jeune se transmite por una mutación en el gen WDR19, entre otros. Es de rasgo autosómico recesivo. Es reconocible durante el periodo prenatal o durante el nacimiento y se caracteriza por un estrechamiento del tórax que puede causar insuficiencia respiratoria neonatal pero no manifiesta un desarrollo intelectual anormal. Mientras que algunos casos son graves, otros tienen buen pronóstico, por tanto es altamente variable. El riesgo de complicaciones respiratorias graves disminuye a partir de los dos años de edad. En el exón 2, se puede producir una mutación con cambio de sentido, p.Leu7Pro (c.20T>C), que en homocigosis manifieste la enfermedad.

### Síndrome de Senior-Løken
El Síndrome de Senior Løken es una rara enfermedad hereditaria que combina un desorden renal (nefronoptisis) con una retinopatía pigmentaria. Los rasgos oculares incluyen pérdida de visión grave de aparición temprana, debida a la distrofia de la retina. En el caso de una ERC, los pacientes requieren diálisis o trasplante de riñón. Actualmente no existe un tratamiento disponible para prevenir la progresión de la pérdida de visión. Su pronóstico depende principalmente de las complicaciones renales que representan la mayor causa de muerte si no se diagnostican o se tratan a tiempo. El fenotipo causante de la enfermedad, puede estar causado por las siguientes mutaciones: p.Ala30Pro (c.88G>C), p.Gly109Glu (c.326G>A), p.Asp493His (c.1477G>C), p.Leu710Ser (c.2129T>C) aunque también se secuenciaron mutaciones en cambio de fase (frameshift mutation) p.Leu214PhefsX5 (c.641dupT) y p.Thr261AsnfsX13 (c.781dupA) y un polimorfismo de un solo nucleótido (Single Nucleotide Polymorphism) p.Val68Asp (c.203T>A).

## Aplicaciones médicas
El cáncer de próstata es la tercera causa principal de muerte por cáncer en los Estados Unidos. Identificamos el gen WDR19 como un gen regulado por andrógenos  y que por tanto es específico de la próstata. Por tanto, podemos evaluar su utilidad como marcador del tejido de cáncer de próstata además de utilizarlo para el diagnóstico y una evaluación pronóstica. Para esta evaluación de su utilidad se realizó una PCR en tejido prostático aislado por microdisección de captura con láser. Después de generar anticuerpos contra WDR19 comparamos la expresión de este en tejido normal, hiperplasia prostática benigna y cáncer de próstata y demostramos que la expresión del ARNm de WDR19 aumenta en el cáncer. 
Además con una tinción inmunohistoquímica  diferenciamos el tejido canceroso del tejido hiperplásico prostático normal o benigno debido a una tinción intensa que encontramos en el primer caso (expresión del ARNm mayor) y diferente a estos últimos casos en que la tinción es de baja intensidad. Por todo esto, el WDR19 puede agregarse a la lista de marcadores de tejido de cáncer de próstata lo que nos lleva a una suma de múltiples marcadores que como más se agranda más aumenta la sensibilidad y especificidad del diagnóstico y pronóstico del cáncer de próstata.